# Superbrain - Le supermenti (prima edizione)
La prima edizione è andata in onda in due puntate trasmesse il 29 dicembre 2012 e il 5 gennaio 2013 con la conduzione di Paola Perego nel sabato sera di Rai 1: questa edizione è stata vinta da Andrea Latorre.

## Dettaglio delle puntate

### Prima puntata

#### Qualificazioni
- Vincitore della sfida

| Sfida № | Primo concorrente  | Denominazione       | Prova | Secondo concorrente | Denominazione      | Prova |
| ------- | ------------------ | ------------------- | --- | ------------------- | ------------------ | --- |
| 1       | Andrea Latorre     | Il computer vivente | Il partecipante deve ricordare l'ordine di cinquanta coppie di sposi e spose disposti in fila. Errori consentiti: 1                                  | Gabriele Buonasorte | L'autovelox umano  | Il partecipante deve riconoscere la velocità di cinque automobili che percorrono una distanza di cinquanta metri, con un margine di cinque km/h. Errori consentiti: 1                                       |
| 2       | Eleonora Boccalari | L'acchiappapassi    | La partecipante deve indovinare cinque balli diversi tra tutte le categorie di ballo ascoltando il solo rumore dei passi. Errori consentiti: Nessuno | Matteo Salvo        | Memory man         | Il partecipante deve riconoscere, fra ottanta Bordier Collie, cinque cani scelti a caso, osservando la foto di un dettaglio del loro muso, indicando nome, età e sesso del cane. Errori consentiti: Nessuno |
| 3       | Ilaria Bombelli    | Il labirinto laser  | La partecipante deve compiere un percorso illuminato da laser dopo averlo memorizzato, compiendo delle acrobazie. Errori consentiti: 1               | Marco Pellegrini    | L'orecchio bionico | Il partecipante deve indovinare la quantità totale di un liquido contenuto in alcuni bicchieri, dopo aver riconosciuto la nota emessa. La prova si divide in due manche. Errori consentiti: Nessuno         |

#### Finale
| Posizione | Concorrente     | Denominazione       |
| --------- | --------------- | ------------------- |
| 1º        | Andrea Latorre  | Il computer vivente |
| 2º        | Ilaria Bombelli | Il labirinto laser  |
| 3º        | Matteo Salvo    | Memory man          |

### Seconda puntata

#### Qualificazioni
- Vincitore della sfida

| Sfida № | Primo concorrente | Denominazione      | Prova | Secondo concorrente | Denominazione      | Prova |
| ------- | ----------------- | ------------------ | --- | ------------------- | ------------------ | --- |
| 1       | Chiara Savino     | L'accoppiacoppie   | Il partecipante deve memorizzare e indicare nomi e posizioni di ventiquattro coppie di gemelli disposti a caso. Errori consentiti: Nessuno                                                   | Valentina Locchi    | Il juke-box umano  | La partecipante deve indovinare il titolo di venti brani musicali, sorteggiati tra 365, ciascuno della durata di un secondo. Errori consentiti: 1                                                                 |
| 2       | Enrico Attianese  | L'archivio vivente | Il partecipante deve indovinare il nome, il giorno di nascita e il ruolo nella banda di cinque componenti di una banda musicale, solo partendo da un'impronta digitale. Errori consentiti: 1 | Giuseppe Polone     | Il quadrato magico | Il partecipante deve inserire una serie di numeri in un quadrato 8×8 caselle. La somma di ogni riga e di ogni colonna dovrà dare sempre lo stesso numero, che sarà sorteggiato dal pubblico. Errori consentiti: 2 |
| 3       | Flavia Pantano    | The body scanner   | Il partecipante deve riconoscere tra venti pallanuotisti l'atleta di cui ha toccato prima il busto bendata. Errori consentiti: Nessuno                                                       | Federico Piccotti   | Super Stradivari   | Il partecipante deve riconoscere tre brani musicali, guardando soltanto i movimenti di una violinista. Errori consentiti: Nessuno                                                                                 |

#### Finale
| Posizione | Concorrente       | Denominazione      |
| --------- | ----------------- | ------------------ |
| 1º        | Chiara Savino     | L'accoppiacoppie   |
| 2º        | Federico Piccotti | Super Stradivari   |
| 3º        | Giuseppe Polone   | Il quadrato magico |

#### Finalissima
| Classifica finale | Concorrente    | Denominazione       | Prova |
| ----------------- | -------------- | ------------------- | --- |
| 1°                | Andrea Latorre | Il computer vivente | Il partecipante deve memorizzare il percorso di un labirinto in trenta secondi e ripeterlo bendato.                                        |
| 2°                | Chiara Savino  | L'accoppiacoppie    | La partecipante deve ricordare le ordinazioni (antipasto, primo, secondo e dolce) di sette persone sorteggiate tra cinquanta nel pubblico. |

## Ascolti
| Puntata | Messa in onda    | Telespettatori | Share  | Ospiti                                       |
| ------- | ---------------- | -------------- | ------ | -------------------------------------------- |
| 1       | 29 dicembre 2012 | 4 739 000      | 20,35% | Roberto Farnesi, Anna Falchi e Sergio Assisi |
| 2       | 5 gennaio 2013   | 4 712 000      | 20,77% | Roberto Farnesi, Anna Falchi e Sergio Assisi |
| Media   | Media            | 4 725 000      | 20,56% |                                              |